# Format (DOS)
Il comando format è utilizzato in IBM OS/2, MS-DOS e in tutti i sistemi operativi Microsoft Windows per formattare, a seconda del file system scelto, un supporto di memoria tra dischi magnetici, dischi allo stato solido (USB e sata) e floppy disk.
Il comando format non è utilizzabile per formattare invece, supporti di memoria ottici quali Compact Disc, DVD e Blu Ray.
I parametri e le funzioni supportati, pur rimanendo sostanzialmente molto simili, variano in base alla versione del sistema operativo in uso.

## Sintassi
A scopo esemplificativo, si fa riferimento alla sintassi della versione inclusa in Windows Vista.

### Codice
- FORMAT volume [/FS:file-system] [/V:etichetta] [/Q] [/A:dimensione] [/C] [/X] [/P:passaggi]
- FORMAT volume [/V:etichetta] [/Q] [/F:dimensione] [/P:passaggi]
- FORMAT volume [/V:etichetta] [/Q] [/T:tracce /N:settori] [/P:passaggi]
- FORMAT volume [/V:etichetta] [/Q] [/P:passaggi]
- FORMAT volume [/Q]

### Opzioni
- volume : Specifica la lettera di unità (seguita da due punti), il punto di montaggio o il nome del volume.
- /FS:filesystem : Specifica il tipo di file system (FAT, FAT32, NTFS, o UDF).
- /V:etichetta : Specifica l'etichetta di volume.
- /Q : Esegue una formattazione rapida. Nota: questa opzione ha la precedenza su /P.
- /C : (Solo NTFS): L'impostazione predefinita prevede che i file creati sul nuovo volume siano compressi.
- /X : Forza il volume a essere smontato per primo se necessario. Tutti gli handle del volume aperti non saranno più validi.
- /R:revisione : (Solo UDF) impone una versione UDF specifica per la formattazione (1.02, 1.50, 2.00, 2.01, 2.50). La revisione predefinita è 2.01.
- /D : (Solo UDF 2.50) i metadati verranno duplicati.
- /A:dimensioni : Sostituisce le dimensioni unità di allocazione predefinite. Le impostazioni predefinite sono consigliate per l'utilizzo generale.
  - NTFS supporta 512, 1024, 2048, 4096, 8192, 16K, 32K, 64K.
  - FAT supporta 512, 1024, 2048, 4096, 8192, 16K, 32K, 64K, (128K, 256K per dimensioni settore > 512 byte).
  - FAT32 supporta 512, 1024, 2048, 4096, 8192, 16K, 32K, 64K, (128K, 256K per dimensioni settore > 512 byte).
- /F:dimensioni : Specifica le dimensioni del disco floppy da formattare (1,44)
- /T:tracce : Specifica il numero di tracce per faccia del disco.
- /N:settori : Specifica il numero di settori per traccia.
- /P:passaggi : Numero di passaggi di azzeramento dei singoli settori del volume. Opzione non valida con /Q.
- /autotest : Il sistema comincerà ad effettuare una formattazione incondizionata senza chiedere all'utente né di inserire un nuovo disco, né di scrivere l'etichetta di volume, né se si vuole procedere ad ulteriori formattazioni. Se questo comando viene utilizzato all'interno di una procedura batch, può essere interessante scriverlo così: /autotest >NUL il quale fa in modo che durante la formattazione non compaiano nemmeno le scritte: 1% completato ecc.
- /U : Sostituisce il comando autotest in alcuni sistemi a seconda della versione, anche questo esegue una irreparabile formattazione incondizionata.